# Lokalfernsehen Lyss und Umgebung
Der Verein LOLY, Lokalfernsehen Lyss und Umgebung ist ein regionaler Fernsehsender in der Schweiz. Für das redaktionelle Gebiet der Gemeinden Aarberg, Bargen, Büetigen, Grossaffoltern, Kappelen, Lyss mit Busswil, Radelfingen, Seedorf und Worben produziert LOLY wöchentlich eine rund einstündige Sendung. Die Vereinsmitglieder gestalten die Sendungen grösstenteils ehrenamtlich mit.

## Geschichte
LOLY wurde am 19. November 1993 als Verein durch den Initiant Fredy Obrecht gegründet. Die erste Sendung lief am 13. Februar 1995.

## Finanzierung/Zweck
Als Verein finanziert sich LOLY nicht gewinnorientiert mit Werbezeit, Sponsoren, Mitglieder-, Gönner- und Gemeindebeiträgen.
LOLY soll im Redaktionsgebiet die kulturellen, gesellschaftlichen, politischen und wirtschaftlichen Ereignisse den Zuschauern vermitteln.

## Sendegebiet

### Regional
- Energie Seeland AG, ESAG (Quickline)
- Energie Wasser Aarberg, EWA (Quickline)
- Evard

### Schweizweit
- SwisscomTV (ab Basic)